# Ralph Oppenhejm
Ralph Oppenhejm (* 10. Dezember 1924 in Kopenhagen; † 4. Februar 2008) war ein dänischer Schriftsteller, der seine Internierung im Ghetto Theresienstadt überlebte.

## Leben
Oppenhejm wurde im Herbst 1943 als einer der 481 dänischen Juden, die ebenso wie er in der Rettung der dänischen Juden nach Schweden nicht einbezogen werden konnten, in das Ghetto Theresienstadt deportiert.
Der dänischen Regierung war im Juni 1944 ein erster Besuch der in Theresienstadt inhaftierten dänischen Juden möglich geworden. Die Evakuierung nach Schweden erfolgte erst zehn Monate später im Rahmen der Rettungsaktion der Weißen Busse: Das Schwedische Rote Kreuz brachte die Freigelassenen unter Leitung von Folke Bernadotte in einem Konvoi zunächst nach Padborg. 116 dänische Leidensgefährten Oppenhejms überlebten Theresienstadt nicht. Nach dem Zweiten Weltkrieg erschien 1945 sein erstes Buch, „An der Grenze des Lebens – ein Theresienstädter Tagebuch“. Oppenhejm studierte Rechtswissenschaften, war dann jedoch hauptsächlich als Schriftsteller tätig. Seine Bücher wurden in mehrere Sprachen übersetzt.
In seinem „Theresienstädter Tagebuch“ veröffentlichte er auch eine von der SS gefertigte Liste von insgesamt 94 prominenten Häftlingen, die er bei seiner Entlassung aus dem Lager in Sicherheit bringen konnte. Die Zusammensetzung dieser Prominentenliste A wurde von der SS-Kommandantur des Lagers bestimmt. Eine weitere Prominentenliste B konnte auch vom Theresienstädter Judenrat bestimmt werden. Zu den Prominentenlisten siehe: Theresienstadt-Konvolut.

## Werke
- An der Grenze des Lebens. Theresienstädter Tagebuch. Übersetzung Albrecht Leonhardt, Hamburg 1961
- Ein Barbar in Indien. [Übersetzung aus dem Dänischen von Albrecht Leonhardt], Bremen 1960
- In Andalusien sind die Esel blau. [Übersetzung aus dem Dänischen von Albrecht Leonhardt], Bremen 1961